# Hallesches Tor (Löbejün)

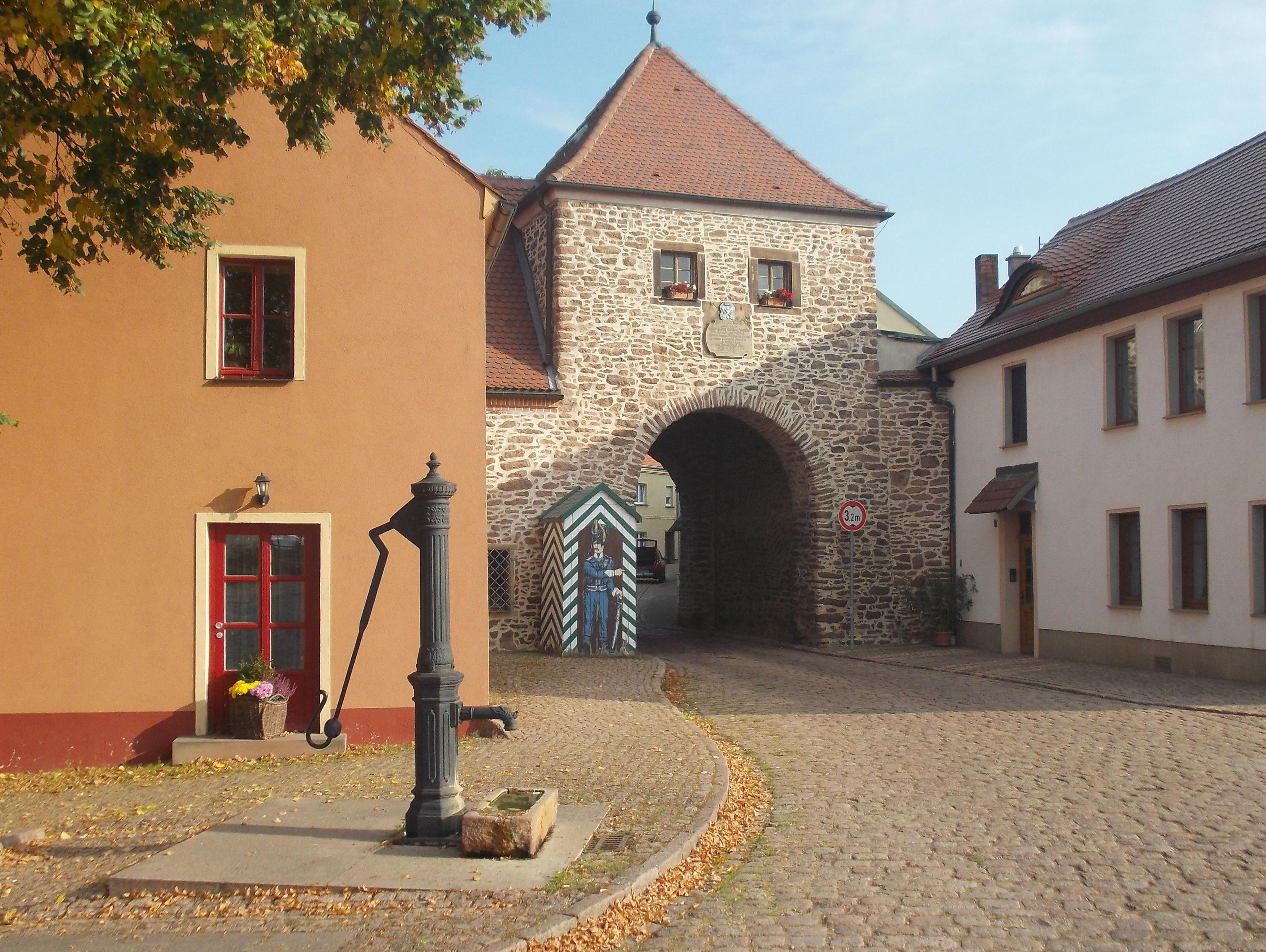
Hallesches Tor Löbejün

Das Hallesche Tor in Löbejün ist ein zur historischen Stadtbefestigung gehörender Stadttorturm in der Stadt Wettin-Löbejün im Saalekreis in Sachsen-Anhalt.

## Lage und Name
Der Torturm befindet sich an der Mündung der Rathausstraße in die Karl-Heyer-Straße im Südwesten der Altstadt. Benannt wurde er – und über Jahrhunderte hinweg auch die dortige Straße – nach der südlich gelegenen Großstadt Halle (Saale).

## Geschichte und Gestalt
Löbejün wurde um das Jahr 1430 zur Stadt und besaß spätestens im Jahr 1501 ein eigenes Rathaus. Eine erste Lehmmauer entstand 1495, die in den Jahren 1552 bis 1562 aus Stein neu errichtet wurde und 1.700 Meter lang war. Für das Jahr 1607 ist der Bau des Halleschen Tores für 323 Taler belegt. Vermutlich handelte es sich dabei um einen Neubau anstelle eines Vorgängers. Der Torturm ist ein quadratischer Bruchsteinbau mit rundbogiger Durchfahrt. Im Jahr 1743 erneuerte man den oberen Teil, wie die Inschrift verrät, und erhöhte den Torturm. Im Jahr 1992 wurde die Toranlage restauriert. Es ist das einzige erhaltene der vier Stadttore Löbejüns.

## Nutzung
Das Hallesche Tor diente spätestens ab 1743 als Torwächterwohnung. Ab dem Jahr 1824 befand sich in der Toranlage das Gefängnis. Später wurden daraus kommunale Wohnungen. Diese Nutzung endete im Jahr 1972, heute beherbergt das Tor das Heimatmuseum. Der ehemalige Torturm steht als Baudenkmal unter Denkmalschutz und ist im Denkmalverzeichnis mit der Nummer 094 55230 erfasst.

## Inschrift

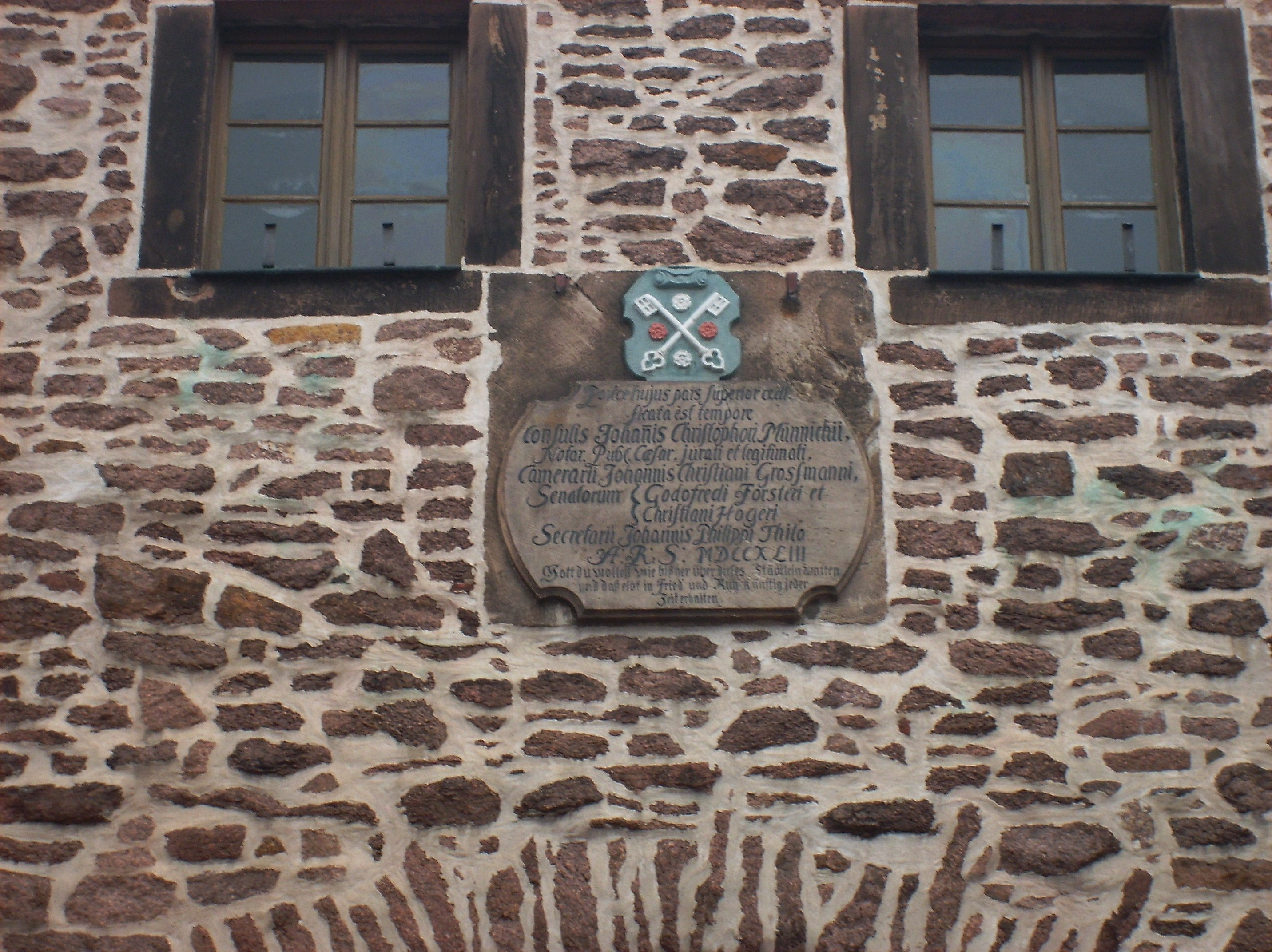
Inschrifttafel

Über dem Torbogen befindet sich an der Feldseite eine Inschrifttafel aus dem Jahr 1743 (MDCCXLIII), die mit den Worten Portae hujus pars superior aedificata est tempore beginnt, also vom Neubau des oberen Teils berichtet. Sie nennt fünf Personen, die wohl dem Stadtrat zuzurechnen sind. Darunter steht der deutsche Segnungsspruch:
Über der Inschrift befindet sich zudem das Wappen der Stadt.